# Makrani
Els Makrani (o afro-sindhi, o dada, o sheedi, o syan - negres-, o gulam -esclaus-, o naukar -servents-) són els membres del grup ètnic de la diàspora africana del Pakistan. Estan molt relacionats amb els siddis de l'Índia. La majora dels Makrani del Pakistan viuen al Balutxistan, a la la costa del Makran i al Sind meridional, sobretot al voltant de la ciutat de Lyari, a prop de Karachi.
El Pakistan és el país que té més afrodescendents d'Àsia meridional. Es calcula que el 25% de la població de la costa del Makran són d'origen africà. A les regions de la costa del Pakistan hi viuen uns 250.000 makrani.

## Geografia
La majora dels Makrani del Pakistan viuen al Balutxistan, a la la costa del Makran i al Sind meridional, sobretot al voltant de la ciutat de Lyari, a prop de Karachi. A Karachi hi ha els barris de "Mombasa Street" i de "Sheedi Village", que donen fe de la presència dels afrodescendents al Pakistan actual.

## Història
La majoria dels africans que foren portats al subcontinent indi van entrar-hi pels ports del Balutxistan i de Sind. Van ser portats per a treballar com esclaus en les tasques de servents domèstics, treballadors agrícoles, infermeres, portadors de palanquins, fusters o guardadors de cavalls.
Les primeres constàncies documentals sobre la presència d'africans al subcontinent indi daten del 628 o del 712, quan els musulmans van arribar a la zona. Els zanj eren soldats de l'exèrcit de Muhammad bin Qasim. Entre el segle xiii i el segle xix foren portats molts africans, sobretot orientals a la costa pakistanesa com esclaus.
L'importació d'africans a la costa del Makran va començar a mitjans del segle xvii. Aquests provenien sobretot de l'arxipèlag de Lamu, a la costa swahili. En aquest segle es va augmentar l'importació d'esclaus africans, ja que els portuguesos els van començar a vendre a governants locals.
El lingüista Sir Richard Burton va afirmar que al Balutxistan s'hi importaven més de 700 africans a mitjans del segle xix.

## Cultura

### Llengua
La llengua makrani (balutxi meridional) és unan barreja entre el balutxi i el sindhi, amb característiques similars a l'urdú i que té lèxic de llengües africanes.
Els makrani tenen un vocabulari particular que incorpora paraules que provenen del suahili com moesi (que prové de mwesi - lluna en swahili-) i gao (ngao - escut).

### Religió
La majoria dels makranis són musulmans. Segueixen l'escola de pensament Barelvi i tenen com a sant a Pir Mangho.

### Matrimoni
La majoria dels afropakistanesos es casen entre ells mateixos. Durant la cerimònia del casament, que dura diversos dies, hi ha actuacions artístiques especials que inclouen cançons, música i danses.

### Tradicions. Festes, música i danses
El festival Manghopir, que se celebra en honor del sant sufí Mangho Haji Syed Sakhi Sultan, és un dels festivals més destacats de la comunitat makrani. Se celebra a l'exterior del temple principal de Karachi. En la festa s'hi veneren cocodrils, que es cuinen. També celebren el festival anual de Sheedi Mela, en el que visiten la tomba de Mangho Pir, a on hi toquen música i hi ballen.

#### Música i danses
La música és el tret distintiu més important de la cultura makrani.
La música dels afropakistanesos està molt influenciada per les activitats marítimes, ja que molts dels seus avantpassats eren mariners. La música de percussió i les cançons dels makranis té moltes similituds a la música de la costa d'Oman, que té moltes paraules en swahili i la seva temàtica principal és la marinera. La música tradicional dels makranis és el laywa (la d'Oman es diu lewa).
Entre la dècada de 1970 i la de 1990 a Lyari es va produir la seva pròpia música coneguda com a "Lyari Disco". Aquest estil musical particular és molt semblant a la música africana. A banda de servir per l'entreteniment i l'oci, la música makrani també té un ús religiós, per expressar la seva fe. El 1980 a Lyari s'hi va establir l'estudi de gravació Dimly-lit. A aquí s'hi va gravar la cançó "Bija Teer Bija" que fou utilitzada en la campanya electoral del 1988. Un dels cantants makranis contemporanis més coneguts és Younis Jani.

### Esports
Un dels principals esports que practiquen els makrani és el futbol. Layri és conegut com el "Petit Brasil" perquè molts dels jugadors internacionals pakistanesos provenen d'aquesta ciutat. Els makrani també practiquen la boxa. Molts dels lluitadors de boxa que competeixen a nivell internacional pakistanesos són afropakistanesos. A banda d'aquests dos, cal destacar que els makrani de Layri practiquen un esport local, el Donkey Race, la carrera de burros.

## Genètica
El genetista Lluís Quintana-Murci afirma que més del 40% de la base genètica materna dels makrani és d'origen africà.